# Las Madres de la Paz
Las Madres de la Paz (Kurdo: Dayîkên Aşîtîyê, turco: Barraış Anneleri) es un movimiento de defensa de los derechos civiles de las mujeres en Turquía, cuyo objetivo es promover la paz entre los diferentes grupos étnicos de Turquía a través de medios no violentos.

## Historia
Las Madres de la Paz data de 1999. Un miembro de la Asamblea fundadora explicó: "Nos habíamos unido para decir que la guerra sucia debería llegar a su fin y que debería haber paz entre los turcos y los kurdos". Muchas de las mujeres involucradas han perdido un pariente cercano en el conflicto kurdo-turco. En palabras de Türkiye Bozkurt "En 1999 nos juntamos como madres, cuyos hijos estaban en las montañas, en las cárceles o habían perdido la vida en la guerra". Están establecidas en Estambul y Diyarbakir.
Han estado frecuentemente en las noticias por sus protestas y casos judiciales. En 2000, Amnistía Internacional informó que una delegación de Madres de Paz habría sido torturada y maltratada, luego de viajar al vecino Irak para tratar de mediar entre las dos partes en el conflicto civil en la  región kurda en el norte de Irak. El abogado que los defendió, Eren Keskin, fue luego enjuiciado por haber insultado al ejército después de que su descripción de la presunta tortura de las Madres de la Paz fuera publicada en un periódico. 
En junio de 2006, los activistas de Madres de la Paz Muyesser Gunes y Sakine Arat fueron condenadas a 1 año de cárcel cada uno y 600 YTL en el cuarto tribunal penal de Ankara bajo el cargo de elogiar a una organización separatista y su líder, después de haber visitado la sede del Estado Mayor en 22 de agosto de 2005 para presentar su caso. La sentencia fue conmutada más tarde a 10 meses.
En julio de 2006, veinticuatro Madres de Paz de entre 40 y 75 años fueron sentenciados a 12 meses de prisión por la Cuarta corte criminal de Diyarbakır tras ser declarados culpables de expresar "propaganda separatista".
En agosto de 2009 un grupo de Madres de Paz organizó una marcha de paz de Diyarbakir y Ankara y aguantó un sentar-en protestar cercano la sede de Plana Mayor turca en Ankara.